# Хадера (река)
Нахал-Хадера (ивр. נחל חֲדֵרָה‎, ар. Вади Мафджар, в верховье Хадера) — река в Израиле, стекающая с гор на севере Самарии и впадающая в Средиземное море в районе израильского города Хадера. Верхняя пересыхающая часть реки называется Вади-эн-Нусс и берёт своё начало к югу от города Дженин.
Длина реки — 60 км. Площадь водосборного бассейна — 610 км².
Река сильно загрязняется стоками из канализации и промышленными водами. В начале 2000-х годов нижнюю часть реки углубили и очистили.
Одна из немногих непересыхающих рек в стране.